# Fony baobab
De fony baobab (Adansonia rubrostipa) is een boom uit de kaasjeskruidfamilie. De soort is endemisch in Madagaskar.

## Beschrijving
De fony baobab is een kleine boom met een cilindervormige tot flesvormige stam. Ze hebben een violetkleurige gladde schors. De boom kan een groeihoogte van 4 tot 12 meter bereiken. De voornaamste takken groeien bijna horizontaal en vormen een onregelmatige boomkroon. Volgroeide bladeren zijn handvormig en bestaan uit drie tot vijf bladeren aan 3 tot 7 centimeter lange bladstelen. Het kale blad is langwerpig eirond, 4 tot 6 centimeter lang en 1,2 tot 2 centimeter breed. De bladrand is getand.
De alleenstaande bloemen staan recht in de bladoksels aan de uiteinden van de takken. De groene bloemstengels zijn 1 tot 2,5 centimeter lang. De tweeslachtige, draaisymmetrische, grote, opvallende, geurige bloemen zijn 16 tot 28 centimeter lang. Hun vijf geelgroene kelkbladen zijn met een korte buisvormige kelk vergroeid, aan de buitenkant zijn roodachtige strepen zichtbaar. De kelkbladen zijn 15 tot 25 centimeter lang en 0,7 tot 1,2 centimeter breed. De talrijke meeldraden zijn met een 5 tot 10 centimeter lange buis met een 5 tot 8 centimeter lange vrije spits vergroeid. Het ongeveer 7,5 millimeter lange vruchtbeginsel heeft goudkleurige sprieten.
De bloeiperiode loopt van februari tot april. De bloemen worden onder andere bestoven door de pijlstaart Coelonia solanii. De bolvormige vruchten, die talrijke niervormige zaden bevatten zijn rijp rond oktober en november. De zaden hebben een oliegehalte van 11 procent. De vetzuren bestaan uit 30 procent palmitinezuur, 2 procent stearinezuur, 30 procent oliezuur en 23 procent linolzuur. Daarnaast zijn er nog andere onbekende vetzuren.

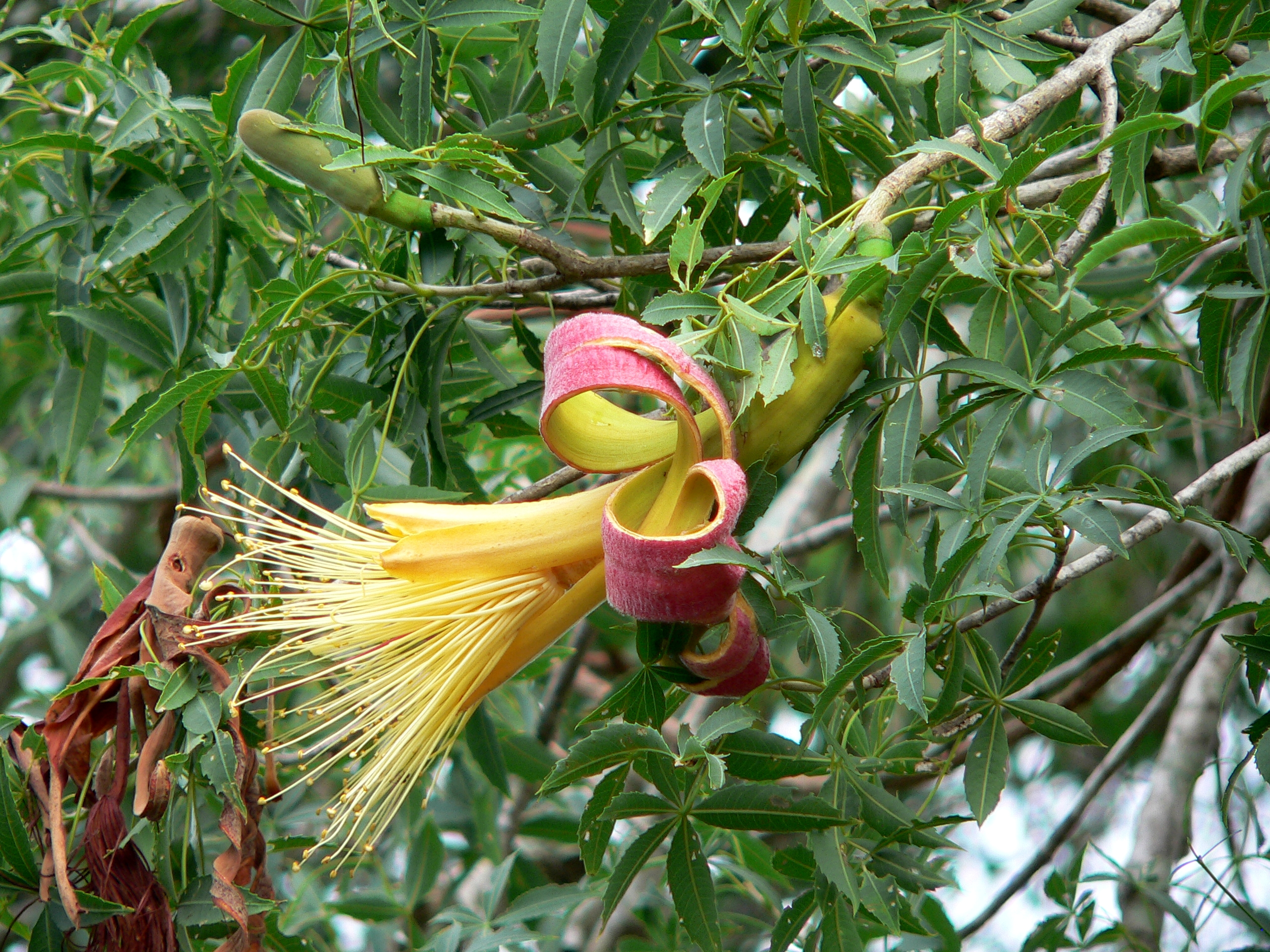
Bloem van de fony baobab
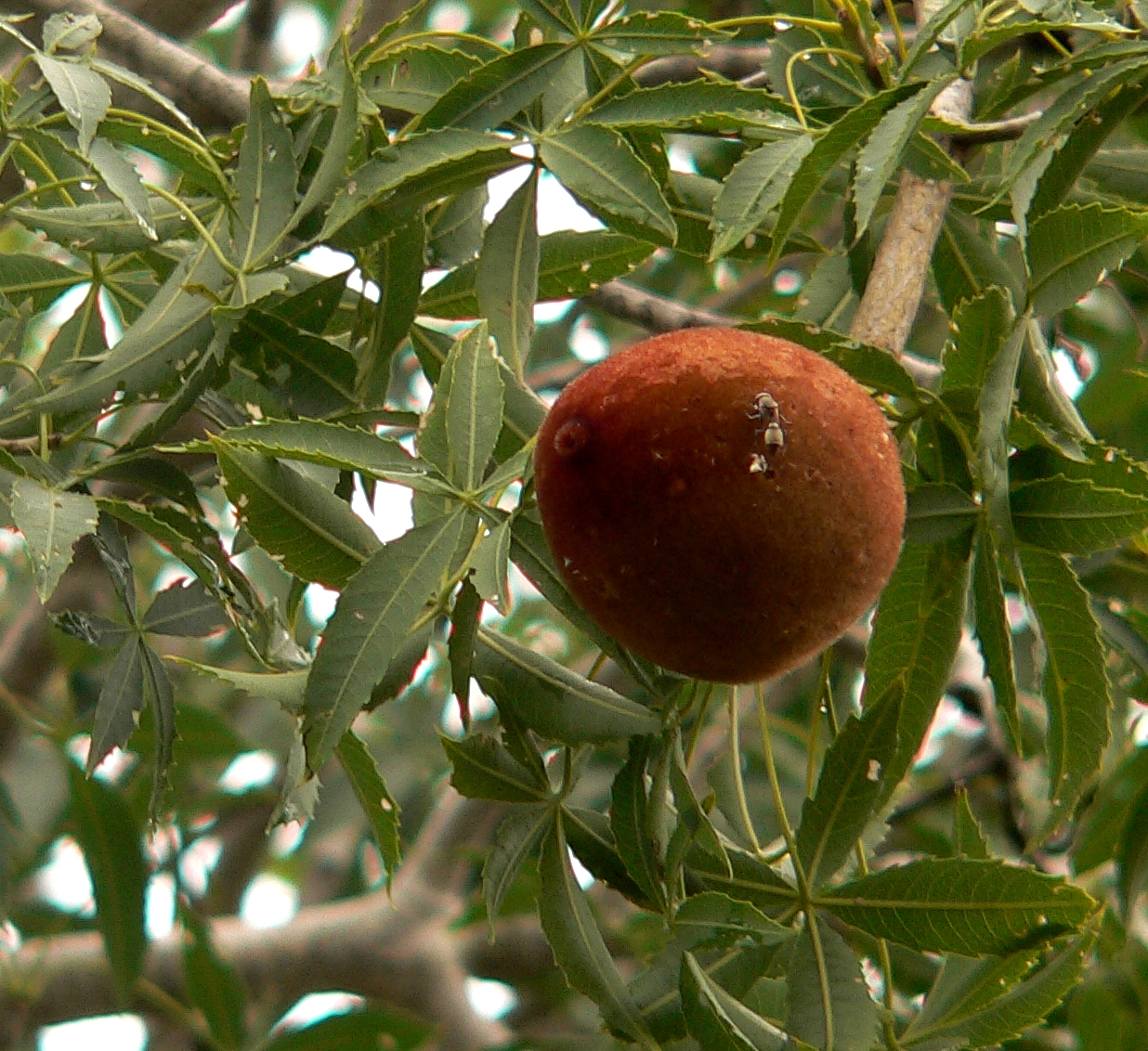
Vrucht van de fony baobab
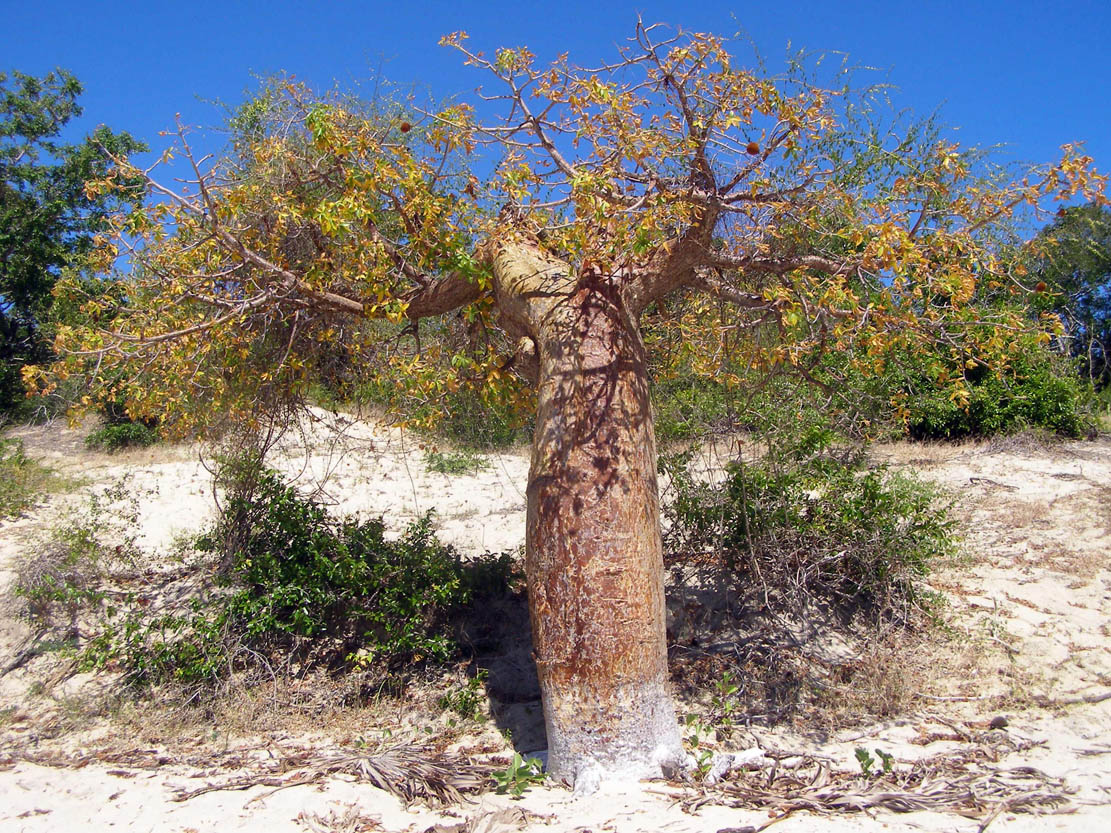
Fony baobab in het Anjajavy-bos

## Gebruik
De fony baobab heeft eetbare vruchten, zaden en wortels, maar van het gebruik daarvan in Madagaskar is weinig bekend. Soms worden de vruchten op de markt in Toliara aangeboden. Het hout van bomen die ten prooi zijn gevallen aan bosbranden wordt gebruikt als dakbedekking.

## Verspreiding
De fony baobab komt voor aan de westkust van Madagaskar tussen Itampolo in het zuidwesten en Soalala in het noordwesten. Daar gedijt hij in doornig struikgewas en succulente boslanden op goed gedraineerde kalkrijke gronden en kalksteen. De soort staat op de Rode Lijst van de IUCN geklasseerd als 'gevoelig'.

## Synoniem
- Adansonia fony Baill. ex H.Perrier, 1952[2]

... · 
A. digitata (Afrikaanse baobab) · 
A. grandidieri (Baobab van Grandidier) · 
A. gregorii (Australische baobab) · 
A. madagascariensis (Malagassische baobab) · 
A. perrieri (Baobab van Perrier) · 
A. rubrostipa (Fony baobab) · 
A. suarezensis (Suarez baobab) · 
A. za (Za baobab) · 
...